# Оружане снаге Украјине
Оружане снаге Украјине (укр. Збройні сили України) оружана је формација Украјине. Званично је створена 6. децембра 1991. године.
Родови Оружаних снага су: Копнена војска Украјине, Ваздухопловне снаге Украјине и Морнарица војске Украјине.

## Копнена војска
Копнена војска Украјине је формирана у Оружаним снагама Украјине на основу Уредбе председника Украјине у складу са чланом 4. Закона Украјине "о Оружаним снагама Украјине" у 1996.
Копнена војска Украјине је главни носилац борбене снаге и одбране независне украјинске државе.
Копнене трупе укупно броје 74.379 лица (осам механизованих бригада, две оклопне бригаде, две аеромобилне бригаде, једна ваздухопловно-десантна бригада, три артиљеријске бригаде, једна ракетна бригада и јединице за подршку и одржавање).
26. новембра 1997. у оквир украјинско-пољског споразума формиран је украјинско-пољски батаљон који дејствује на Косову и Метохији.

## Ваздухопловне снаге Украјине
Ваздухопловне снаге Украјине - један од главних носилаца борбеног потенцијала оружаних снага Украјине на небу. ВСУ броје 47.900 лица.